# Aétios (mythologie)
Pour les articles homonymes, voir Aétios.
Dans la mythologie grecque, Aétios (en grec ancien Ἀέτιος / Aétios ; en latin Aetius), fils d'Anthas, roi de Trézène, en Argolide, avec son frère Hypérès, et petit-fils de Poséidon, est un roi d'Argolide. 
Il succède à son père et à son oncle à la tête des deux villes d'Hypereia et d'Antheia que ceux-ci ont fondées sur l'île de Poros. Il fonde lui-même la ville de Posidonie, où il accueille Trézène et Pitthée, les fils de Pélops, avec qui il partage le pouvoir.
Pitthée étant devenu maître de la ville de Trézène, les descendants d'Aétius quittèrent cette ville et allèrent fonder des colonies en Carie : Halicarnasse et Myndos. Halicarnasse apparaît comme une fondation dorienne et les habitants considéraient Anthas – ou ses descendants – comme le fondateur légendaire de la cité et se désignaient comme des Antheadae.
Pausanias dit qu'on voit à Trézène un temple de Zeus Sôter qui aurait été bâti par Aétios.